# Alvis Hermanis
Alvis Hermanis (ur. 27 kwietnia 1965 roku w Rydze) – łotewski aktor i reżyser, założyciel Teatru Nowego w Rydze.

## Wczesne lata
Alvis Hermanis urodził się w Rydze. W dzieciństwie trenował grę w hokeja. W wieku piętnastu lat musiał przerwać treningi z powodów zdrowotnych. Wówczas zdecydował się na rozpoczęcie działalności aktorskiej. Swoje pierwsze zajęcia teatralne odbył w studiu pantomimy u boku Robertsa Ligersa. Od 1981 do 1982 roku uczęszczał do studia artystycznej Riga Peoples. W latach 1984–1988 uczył się w Łotewskim Konserwatorium na wydziale teatralnym.

## Kariera
W 1987 roku zagrał główną rolę Karlisa w filmie pt. Fotografija ar sievieti un mezakuili. Za tę rolę otrzymał Nagrodę Lielais Kristaps za wygraną w kategorii Najlepszy aktor.
W 1992 roku Hermanis został jednym z założycieli Teatru Nowego w Rydze, gdzie od 1997 roku pracuje jako dyrektor artystyczny. Oprócz pracy w teatrze, aktor wyreżyserował kilka spektakli, które były wystawione m.in. w Austrii, Niemczech, Rosji i Szwajcarii. Jego sztuki były prezentowane na wielu międzynarodowych festiwalach, takich jak m.in. Festiwal w Salzburgu, Festiwal Teatralny w Awinionie, Festiwal w Edinburghu, Wiener Festwochen, Holland Festival, Międzynarodowy Festiwal Teatralny w Belgradzie oraz Kunstenfestivaldesarts w Brukseli.
W 2003 roku wygrał, razem ze swoim Teatrem Jaunais Rigas, Nagrodę dla Młodych Reżyserów podczas festiwalu w Salzburgu za inscenizację komedii Rewizor. Sukces na festiwalu zapewnił Hermanisowi popularność w Niemczech, Szwajcarii i Austrii.
W 2007 roku odmówił przyjęcia Orderu Trzech Gwiazd z rąk prezydenta Valdisa Zatlersa. Odznakę odebrał w 2012 roku, kiedy Zatlers nie był już prezydentem kraju. W 2007 roku otrzymał w Salonikach Nagrodę Teatru Europy za spektakl New Theatrical Realities. Rok później został nagrodzony Statuetkę im. Konstantyna Stanisławskiego, a w 2014 – Nagrodę Artystyczną Zgromadzenia Bałtyckiego.
W 2011 roku przygotował inscenizację tragedii Das weite Land Arthura Schnitzlera, która została wystawiona w austriackim Burgtheater. W 2012 roku szwajcarski magazyn kulturalny Du wymienił Hermanisa jako jedną z dziesięciu najbardziej wpływowych europejskich osobowości teatralnych ostatniej dekady.
Od 2012 roku jest reżyserem i twórcą produkcji operowych. W 2012 roku, na zaproszenie organizatorów Festiwalu w Salzburgu, przygotował inscenizację opery Żołnierze Bernda Aloisa Zimmermanna. Rok później przedstawił na festiwalu operę Gawain Harrisona Birtwistle’a. W 2014 roku był producentem opery Trubadur Giuseppe Verdiego, w której wystąpili m.in. Anna Netrebko, Marie-Nicole Lemieux, Francesco Meli i Plácido Domingo.
W 2015 roku wyreżyserował nową inscenizację sztuki Rewizor, która została wystawiona w Burgtheater. W tym samym roku ogłosił rezygnację z produkcji spektaklu w Thalia Theater, której premiera miała odbyć się wiosną 2016 roku. Za jeden z powodów swojej decyzji uznał wspieranie uchodźców przez władze teatru.